# Цисоїда
Цисоїда — це крива, створена з двох заданих кривих C1, C2 відносно точки O (полюса). Нехай L — пряма, що проходить через O і перетинає C1 в точці P1, а C2 — в точці P2. Нехай P — точка на L така, що OP = P1P2 (насправді є дві таких точки, але P вибирається так, що P знаходиться в тому ж напрямку від O, що і P2 від P1). Безліч таких точок P називається цисоїди кривих C1, C2 щодо O.
Дещо відмінні, але, по суті, еквівалентні означення можна зустріти у різних авторів. Наприклад, P може бути визначена такою точкою, що OP = OP1 + OP2. Це визначення еквівалентно наведеному, якщо C1 замінити її відображенням відносно O. Також можна визначити P як середину P1 і P2. Ця крива збігається з кривою з попереднього означення з коефіцієнтом подібності 1/2.
Слово «цисоїда» прийшло з грецької мови — kissoeidēs «подібний плющу» — від kissos «плющ» і oeidēs «подібний».